# Agne Holmström
Pour les articles homonymes, voir Holmström.
Olof Agne Laurentius Holmström (né le 29 décembre 1893 à Lund et décédé le 22 octobre 1949 à Stockholm) est un athlète suédois spécialiste du sprint. Affilié au Örgryte IS, il mesurait 1,97 m pour 84 kg.

## Biographie

### Palmarès
| Date | Compétition           | Lieu   | Résultat | Performance |
| ---- | --------------------- | ------ | -------- | ----------- |
| 1920 | Jeux olympiques d'été | Anvers | 3e       | 42 s 8      |

### Records
| Épreuve    | Performance | Lieu | Date |
| ---------- | ----------- | ---- | ---- |
| 100 mètres | 10 s 7      |      | 1917 |
| 200 mètres | 22 s 1      |      | 1920 |